# Venaria Reale
Venaria Reale är en stad och kommun i storstadsregionen Turin, innan 2015 provinsen Turin, i regionen Piemonte, Italien. Kommunen hade 33 781 invånare (2017).